# کاوو کریک (کارولینای شمالی)
کاوو کریک (به انگلیسی: Cove Creek) یک منطقهٔ مسکونی در ایالات متحده آمریکا است که در شهر کاوو کریک واقع شده است. کاوو کریک ۱٬۱۷۱ نفر جمعیت دارد و ۸۵۱٫۹۳ متر بالاتر از سطح دریا قرار دارد.